# جوزپه تامبورینی
جوزپه تامبورینی (انگلیسی: Giuseppe Tamborini؛ زادهٔ ۱۹ مارس ۱۹۴۳) بازیکن فوتبال اهل ایتالیا است.
از باشگاه‌هایی که در آن بازی کرده‌است می‌توان به باشگاه فوتبال رجینا، باشگاه فوتبال کرمونزه، باشگاه فوتبال آ.اس. رم، باشگاه فوتبال سمپدوریا، و باشگاه فوتبال وارزه اشاره کرد.